# FireWire

Логотип Firewire

FireWire — послідовна високошвидкісна шина, призначена для обміну цифровою інформацією між комп'ютером і іншими електронними пристроями. Шина розроблена Sony та Apple і стандартизована IEEE під кодом IEEE-1394.
Різні компанії просувають стандарт під своїми торговими марками:
- Apple — FireWire
- Sony — i.LINK
- Yamaha — mLAN
- Texas Instruments — Lynx

Станом на 2015 рік майже не використовується. Причина в тому, що вона так і не стала масовою — вона досить складна і дорога у виробництві, за кожен чип треба було платити ліцензійні відрахування компанії Apple. Apple почала згортати підтримку FireWire в 2011 і остаточно перейшла на Thunderbolt в 2014 році.

## Історія
- в 1986 році членами Комітету із стандартів мікрокомп'ютерів (Microcomputer Standards Committee) ухвалено рішення об'єднати різні варіанти послідовної шини (Serial Bus), що існували у той час,
- в 1992 році розробкою інтерфейсу зайнялася Apple
- в 1995 році прийнятий стандарт IEEE 1394

## Переваги
- Цифровий інтерфейс — дозволяє передавати дані між цифровими пристроями без втрат інформації
- Невеликий розмір — тонкий кабель замінює купу громіздких проводів
- Простота у використанні — відсутність термінаторов, ідентифікаторів пристроїв або попередньої установки
- Гаряче підключення — можливість переконфігурувати шину без вимкнення комп'ютера
- Невелика вартість для кінцевих користувачів
- Різна швидкість передачі даних — 100, 200 і 400 Мбіт/с (800, 1600Мбіт/с IEEE 1394b)
- Гнучка топологія — рівноправ'я пристроїв, що допускає різні конфігурації (можливість «спілкування» пристроїв без комп'ютера )
- Висока швидкість — можливість обробки мультимедіа-сигнал в реальному часі
- Відкрита архітектура — відсутність необхідності використання спеціального програмного забезпечення
- Наявність живлення прямо на шині (малопотужні пристрої можуть обходитися без власних блоків живлення).
- До півтора ампер і напруга від 8 до 40 вольт.
- Підключення до 63 пристроїв.

Шина IEEE 1394 може використовуватися з:
- Комп'ютерами
- Аудіо і відео мультимедійними пристроями
- Принтерами і сканерами
- Жорсткими дисками, масивами RAID
- Цифровими відеокамерами і відеомагнітофонами

## Організація пристроїв FireWire
Пристрої IEEE-1394 організовано по 3 рівневій схемі — Transaction, Link і Physical, відповідні трьом нижнім рівням моделі OSI.
- Transaction Layer — маршрутизація потоків даних з підтримкою асинхронного протоколу запису-читання.
- Link Layer — формує пакети даних і забезпечує їх доставку.
- Physical Layer — перетворення цифрової інформації в аналогову для передачі і навпаки, контроль рівня сигналу на шині, управління доступом до шини.

Зв'язок між шиною PCI і Transaction Layer здійснює Bus Manager. Він призначає вид пристроїв на шині, номери і типи логічних каналів, виявляє помилки.
Дані передаються кадрами довжиною 125 мксек. У кадрі розміщуються тимчасові слоти для каналів. Можливий як синхронний, так і асинхронний режими роботи. Кожен канал може займати один або декілька тимчасових слотів. Для передачі даних пристрій-передавач просить надати синхронний канал необхідної пропускної спроможності. Якщо в передаваному кадрі є необхідна кількість тимчасових слотів для даного каналу, поступає ствердна відповідь і канал надається.

## Специфікації FireWire

### IEEE 1394

Схема 4- та 6-пінових роз'ємів для оригінального FireWire-400

В кінці 1995 року IEEE прийняв стандарт під порядковим номером 1394. У цифрових камерах Sony інтерфейс IEEE 1394 з'явився раніше ухвалення стандарту і під назвою iLink.
Інтерфейс спочатку позиціонувався для передачі відеопотоків. Він сподобався і виробникам зовнішніх накопичувачів, забезпечуючи високу пропускну спроможність для сучасних високошвидкісних дисків. Сьогодні багато системних плат, а також майже всі сучасні моделі ноутбуків підтримують цей інтерфейс.
Швидкість передачі даних — 100, 200 і 400 Мбіт/с, довжина кабелю до 4,5 м.

### IEEE 1394a
У 2000 році був затверджений стандарт IEEE 1394а. Було проведено ряд удосконалень, що підвищило сумісність пристроїв.
Було введено час очікування 1/3 секунди на скидання шини, поки не закінчиться перехідною процес установки надійного під'єднування або від'єднання пристрою.

### IEEE 1394b
У 2002 році з'являється стандарт IEEE 1394b з новими швидкостями: S800 — 800 Мбіт/с і S1600 — 1600 Мбіт/с. Також збільшується максимальна довжина кабелю до 50, а при використанні високоякісних оптоволоконних кабелів — до 100 метрів.
Відповідні пристрої позначаються FireWire 800 або FireWire 1600, в залежності від максимальної швидкості.
Змінилися кабелі і роз’єми, що використовуються. Для досягнення максимальних швидкостей на максимальних відстанях передбачено використання оптики:
- пластмасової — для довжини до 50 метрів,
- скляної — для довжини до 100 метрів.

Не зважаючи на зміну роз’ємів, стандарти залишилися сумісними, що дозволяє використовувати перехідники.
12 грудня 2007 року була представлена специфікація S3200 з максимальною швидкістю — 3,2 Гбит/с.

### IEEE 1394.1
У 2004 році побачив світ стандарт IEEE 1394.1. Цей стандарт був прийнятий для можливості побудови великомасштабних мереж і різко збільшує кількість пристроїв, що підключаються, до гігантського числа — 64 449.

### IEEE 1394c

Альтернативний кабель ethernet типу для під'єднання 1394c

Стандарт 1394с, що з'явився в 2006 році, дозволяє використовувати кабель 5-ї категорії (Cat 5e) від Ethernet. Можливо використовувати паралельно з Gigabit Ethernet, тобто використовувати дві логічні і незалежні одна від одної мережі на одному кабелі. Максимальна заявлена довжина — 100 м, Максимальна швидкість відповідає S800 — 800 Мбіт/с.

## Роз'єми
Існують три види роз'ємів для FireWire:

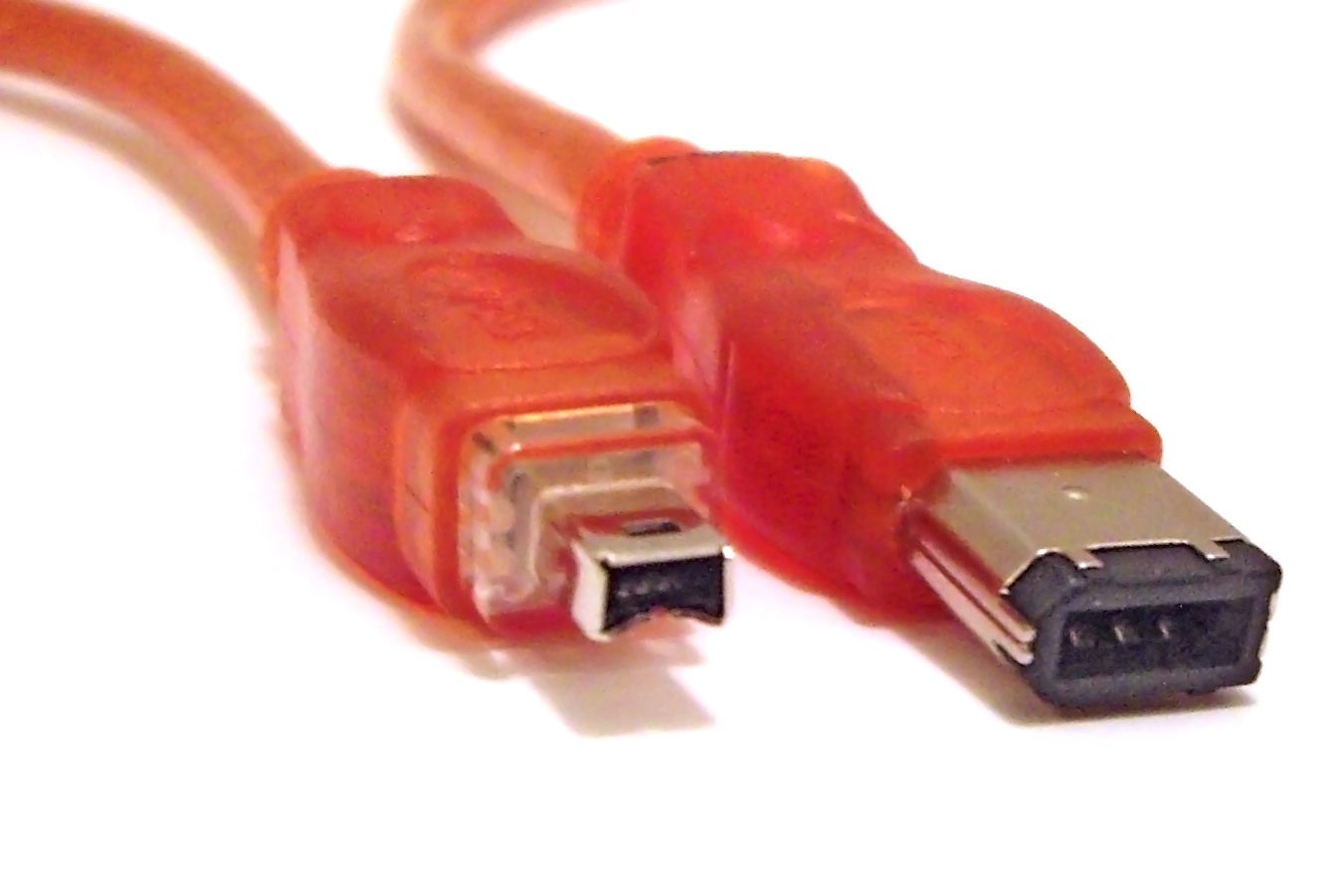
4- та 6-контактні розєми FireWire

- 4pin (IEEE 1394a без живлення) стоїть на ноутбуках і відеокамерах. Два дроти для передачі сигналу (інформації) і два для прийому.
- 6pin (IEEE 1394a). Додаткові два дроти для живлення.
- 9pin (IEEE 1394b). Додаткові дроти для прийому і передачі інформації.